# Ibis andí
L'ibis andí (Theristicus branickii) és una espècie d'ocell de la família dels tresquiornítids (Threskiornithidae) que ha estat considerat una subespècie de l'ibis gorjanegre. 

Habita aiguamolls i estanys dels alts Andes, a l'Equador, el Perú i Bolívia. Una petita població habita (o habitava) l'extrem nord de Xile.